# Gitega
Gitega (trước đây là Kitega) là thủ đô và là một trong những thành phố lớn nhất ở Burundi. Thành phố này nằm ở trung tâm của đất nước, trên khu vực cao nguyên trung tâm Burundi, cách khoảng 62 kilômét (39 mi) về phía đông của Bujumbura (thủ đô cũ và là thành phố lớn nhất). Gitega là kinh đô của Vương quốc Burundi cho đến khi bị xóa bỏ vào năm 1966. Vào cuối tháng 12 năm 2018, Tổng thống Burundi Pierre Nkurunziza tuyên bố rằng, ông sẽ thực hiện lời hứa năm 2007, trả lại cho Gitega vốn là thủ đô chính trị trước đây, còn Bujumbura vẫn là thủ đô và trung tâm kinh tế thương mại. Một cuộc bỏ phiếu của Quốc hội Burundi đã chính thức thay đổi vào ngày 16 tháng 1 năm 2019, tất cả các cơ quan của chính phủ dự kiến sẽ di chuyển trong vòng hơn ba năm từ Bujumbura về Gitega.

## Địa lý
Gitega đồng thời cũng là thủ phủ của tỉnh Gitega, một trong số 18 tỉnh của Burundi. Nó nằm ở trung tâm của đất nước, cùng vĩ độ với thủ đô kinh tế Bujumbura và Hồ Tanganyika ở phía tây. Nó nằm trên một cao nguyên rộng lớn được bao quanh bởi những ngọn đồi, cách hợp lưu của sông Ruvyironza và sông Rurubu vài km về phía tây nam. Vườn quốc gia Ruvubu, công viên lớn nhất của đất nước, nằm cách Gitega 26 km (16 mi) về phía đông.

## Lịch sử
Gitega từng là thủ đô của Vương quốc Burundi cho đến năm 1966.
Người Đức thành lập đô thị Gitega vào năm 1912.
Vào tháng 3 năm 2007, Tổng thống Burundi Pierre Nkurunziza thông báo rằng quốc gia này đang có kế hoạch đưa thủ đô trở lại Gitega, nói rằng nó nằm ở một vị trí tốt hơn so với Bujumbura.
Vào ngày 24 tháng 12 năm 2018, Nkurunziza cho biết rằng Gitega sẽ trở thành thủ đô của Burundi, chỉ còn chờ Quốc hội phê duyệt. Quốc hội (do đảng CNDD-FFD của tổng thống chiếm đa số trong cả hai viện) đã thông qua một cuộc bỏ phiếu vào ngày 16 tháng 1 năm 2019.

## Giáo dục
Đại học Bách khoa Gitega được thành lập vào năm 2014.

## Nơi thờ phụng
Trong số các địa điểm thờ cúng, có nhièu nhà thờ Thiên chúa giáo: Tổng giáo phận Công giáo La Mã Gitega, Giáo hội Anh giáo Burundi, Liên minh các nhà thờ Báp-tít ở Burundi (Liên minh Báp-tít Thế giới), Hội chúng của Đức Chúa Trời. Ngoài ra còn có các thánh đường Hồi giáo.

## Giao thông

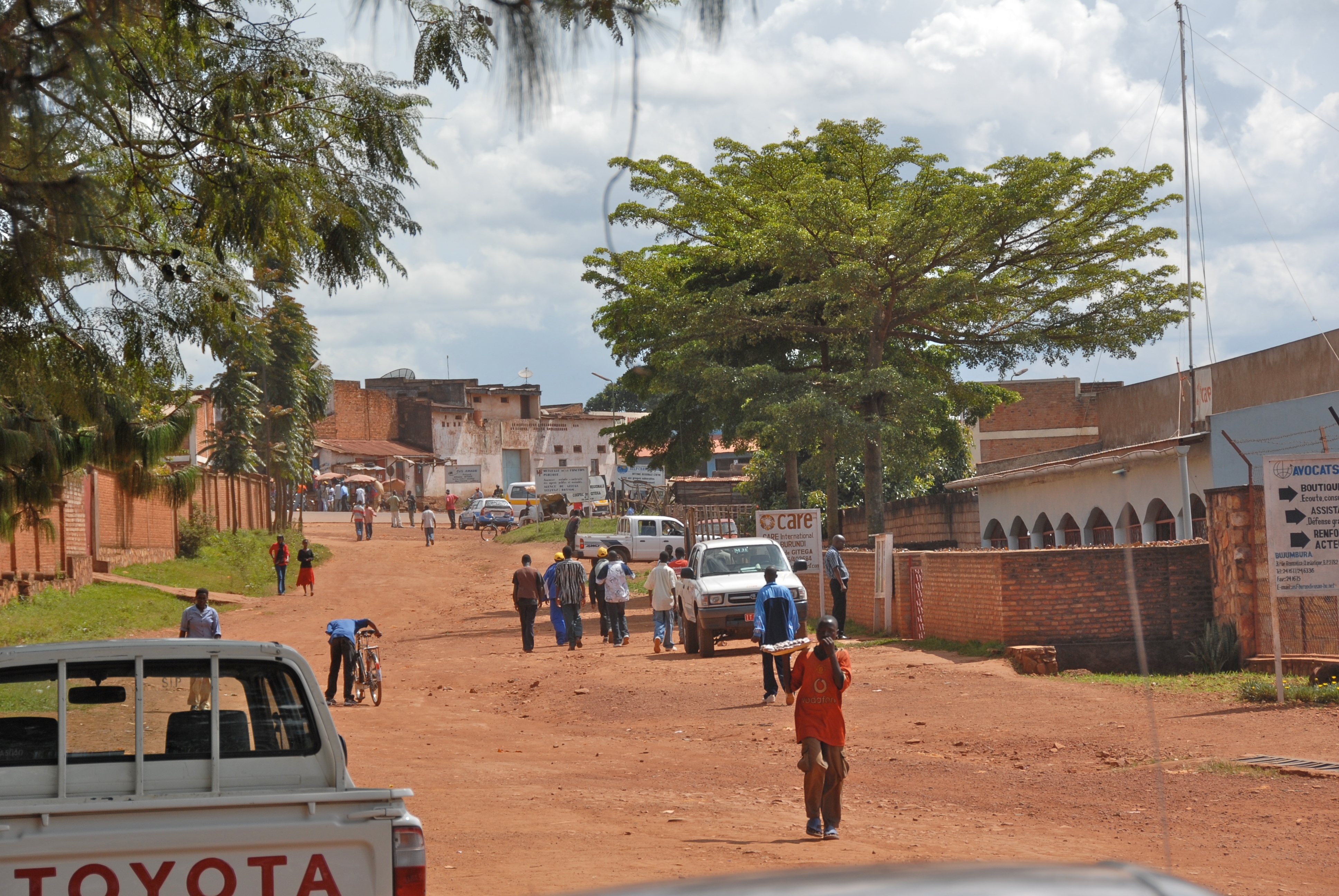
Một con đường ở Gitega

Thành phố có Sân bay Gitega, đồng thời bao gồm bốn quốc lộ (Routes Nationales, RN). RN2 nối Gitega với Bujumbura, qua các tỉnh Bujumbura Rural và Muramvya. RN15 dẫn đến phía bắc của đất nước, hướng tới Ngozi và đi tiếp đến Rwanda. RN12, tách khỏi RN15 ở ngoại ô Gitega, đi về phía đông bắc để đến các tỉnh Karuzi và Muyinga. Cuối cùng là RN3, đi theo hướng tây nam về phía Rumonge và Hồ Tanganyika.